# Rouen-Les-Essarts
Koordinati:   49°19′20.67″N, 0°59′44.99″E
Rouen-Les-Essarts je dirkališče, ki leži blizu francoskega mesta Rouen. Med letoma 1952 in 1968 je gostilo dirko Formule 1 za Veliko nagrado Francije.

## Zmagovalci
| Leto | Dirkač             | Moštvo         | Poročilo |
| ---- | ------------------ | -------------- | -------- |
| 1968 | Jacky Ickx         | Ferrari        | Poročilo |
| 1964 | Dan Gurney         | Brabham-Climax | Poročilo |
| 1962 | Dan Gurney         | Porsche        | Poročilo |
| 1957 | Juan Manuel Fangio | Maserati       | Poročilo |
| 1952 | Alberto Ascari     | Ferrari        | Poročilo |